# Хуан Австрійський
Хуа́н Австрі́йський (ісп. Juan de Austria; 24 лютого 1547 — 1 жовтня 1578) — австрійський принц, іспанський полководець. Губернатор Іспанських Нідерландів (1576—1578). Представник Габсбурзького дому.

## Життєпис
Народився у Регенсбурзі, Баварія. Позашлюбний син імператора Карла V. Зведений брат іспанського короля Феліпе II.
Був генералом іспанської армії, головнокомандувачем військ Священної ліги (1571—1573).
Найбільшу славу здобув завдяки перемозі в битві при Лепанто проти Османів (1571), що звільнила Західне Середземномор'я від турецької загрози. Таємно контактував зі Святим Престолом і французькими Гізами, сподіваючись одружитися з Марією Тюдор і посісти англійський престол.
Брав участь у придушенні Нідерландського повстання за незалежність (1576—1578). Підписав із повстанцями Вічний едикт (1577), що передбачав визнання Нідерландами іспанського суверенітету в обмін на вивід іспанських військ. Порушив цей договір, захопивши місто Намюр (1577).
Закликав собі на допомогу друга дитинства і племінника, пармського принца Алессандро Фарнезе. Разом із ним здобув блискучу перемогу в битві при Жамблу (1578). Через брак коштів на військо не зміг захопити Брюссель.
Помер від тифу в Намюрі, Нідерланди. Похований у Ескоріальському монастирі.